# Correio do Sul (Cachoeiro de Itapemirim)

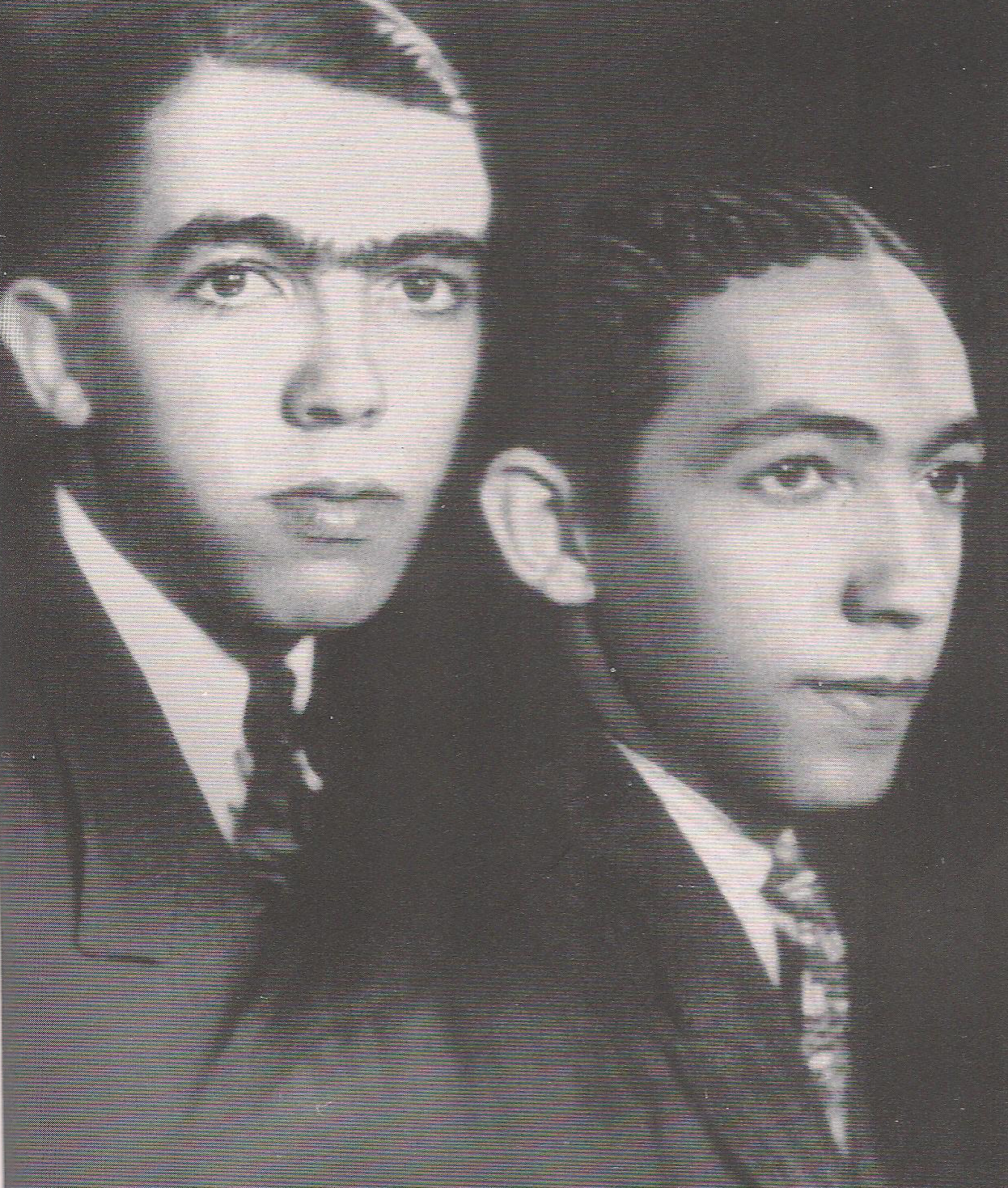
Rubem Braga (esquerda) com o irmão Newton Braga (direita) em 1932 - duas personalidades que fizeram do Correio do Sul um jornal histórico para o estado do Espirito Santo e o Brasil.

O Correio do Sul foi um jornal publicado na cidade de Cachoeiro de Itapemirim, estado do Espírito Santo.

## História
O Correio do Sul foi lancado em 30 de junho de 1928 por Armando de Carvalho Braga e Jerônimo Braga (irmãos de Rubem Braga e Newton Braga) na cidade de Cachoeiro de Itapemirim, região sul do estado capixaba.
Em sua fundação o jornal tinha o seguinte organograma:
- Armando de Carvalho Braga - diretor;
- Jerônimo Braga - gerente;
- Francisco Gonçalves - redator chefe;
- Hélio Ramos – tipógrafo e chefe de oficina.

Nos primeiros anos de circulação do jornal o mesmo se intitulava “orgão oficial do Partido Republicano do estado do Espirito Santo” e sendo assim, sua modesta redação funcionava no pavimento térreo da prefeitura, localizada no centro da cidade. Nos primeiros meses a periodicidade do jornal era bissemanário, circulando nas quartas e sábados. Em dezembro de 1928 o Correio torna-se trissemanário, saindo as ruas nas terças, quintas e sábados.
Por sua linha editorial e tendencias políticas que apoiavam o então presidente Washington Luís e o candidato da “situação” Júlio Prestes o Correio foi “empastelado” (empastelamente – jargão usado para a invasão sofrida por jornais contrários a Vargas) em outubro de 1930 em função da revolução de 30.
No período de outubro de 1930 a 21 de janeiro de 1931 o Correio não circulou. Em seu retorno, nas últimas semana de janeiro de 31 o jornal informava que a partir daquele momento o periódico seria um orgão independente, ou seja, sem tendências políticas.

### Rubem e Newton Braga
Rubem Braga, irmão mais novo dos fundadores do Correio do Sul, passou a contribuir para o jornal a partir de agosto de 1928 com textos de variados assuntos. Em sua estreia, datada de 11 de agosto, o tema foi sobre o acidente dos pilotos italianos Ferrarin e del Prete.
Com apenas 15 anos de idade, em 1928, o Correio do Sul, sem saber, estava revelando para o Brasil os primeiros textos daquele que viria a se tornar um dos maiores estilistas da língua e responsável por converter a crônica em estilo literário.
Com uma coluna intitulada “Carta do Rio” Rubem escreveu por alguns anos para o jornal da família. O nome da coluna decorre do fato de Rubem, neste período inicial, estar residindo no estado do Rio de Janeiro. Quando o mesmo transfere-se para a cidade de Belo Horizonte, para finalizar seu curso de Direito, esta coluna passa a ser chamada de “Cartas de Minas”. Nos períodos que o jovem Rubem Braga passa férias em sua cidade natal ou na casa de praia da família, na cidade de Marataízes, ele publica pequenas notas sob o título de “Correio Maratimba”.
Newton Braga, irmão mais próximo de Rubem, pois é mais velho quase dois anos, também colabora com o jornal da família como redator chefe, cargo que assumiu em 1932. Sob seu comando o jornal ganhou identidade local sendo ele o responsável por movimentos cívicos como a criação do “Dia da Cachoeiro”. Newton foi poeta e crítico literário no jornal Diário de Notícias carioca.

### O Fim
O Correio passou por vários donos, sendo marcado por uma posição de vanguarda cultural até seus últimos exemplares, datados do ano de 2000.
Dos jornais impressos em Cachoeiro de Itapemirim o Correio é um dos mais longevos periódicos e na atualidade as suas páginas podem ser folhados nos exemplares existentes no Instituto Newton Braga e na Casa dos Braga.